# Chrysopa pullata
Chrysopa pullata is een insect uit de familie van de gaasvliegen (Chrysopidae), die tot de orde netvleugeligen (Neuroptera) behoort. 
Chrysopa pullata is voor het eerst wetenschappelijk beschreven door Banks in 1944.